# Karin Markides
Karin Markides, nacida en 1951, es una profesora sueca en química analítica y presidenta y directora general del Instituto de Ciencia y Tecnología de Okinawa desde el 1 de junio de 2023. Fue presidenta de la Universidad Americana de Armenia del 1 de julio de 2019 al 31 de mayo de 2023. También fue presidenta y directora general de la Universidad Tecnológica de Chalmers de 2006 a 2015. Desde 2004 hasta 2006, fue sub directora general de Vinnova. También es miembro del consejo de la Real Academia Sueca de Ciencias de la Ingeniería desde 1992 y miembro del consejo de la Real Academia de las Ciencias de Suecia desde 1999.
Markides completó su doctorado en la Universidad de Estocolmo en 1984 con la tesis Organosiloxanes containing cyano groups for capillary chromatography. Después de esto, comenzó su carrera de investigación en la Universidad Brigham Young en Utah, Estados Unidos, primero como postdoctorado, y luego como asistente de investigación y directora asociada. En mayo de 1990, regresó a Suecia como profesora en la Universidad de Uppsala. Catorce años más tarde, en mayo de 2004, fue contratada como subdirectora general de Vinnova, la agencia sueca de innovación.
Markides ha sido presidenta del Consejo Científico para el Desarrollo Sostenible del gobierno sueco (vetenskapliga rådet för hållbar utveckling) desde 2015. La misión del consejo es ofrecer sugerencias concretas y basadas en evidencia para el desarrollo de la sostenibilidad financiera, ecológica, cultural y social para la visión de sostenibilidad a largo plazo del gobierno.

## Premios y distinciones
Markides ha recibido varios premios y distinciones, entre otros:
- Medalla Norblad-Ekstrand (1990)[9]
- Medalla del jubileo en química (Reino Unido, 1992)
- Beca individual senior (Fundación Sueca para la Investigación Estratégica, SSF, 1997)
- Científica Internacional del Año (Pittsburgh, 2004)
- Medalla del Rey de 12º tamaño en oro con cinta de la Orden de los Serafines (2008)[10]
- Medalla Oscar Carlson en plata sólida [11] (Sociedad Química Sueca, 2010)
- Insignia al Mérito de la Ciudad de Gotemburgo (2015)[12]

## Patentes
La profesora Markides posee las siguientes patentes:
1. "Compuestos y Polímeros Cristalinos Líquidos Nuevos," J.S. Bradshaw, M.L. Lee, K.E. Markides, y B.A. Jones. Número de Patente de EE. UU. 4,864,033. Solicitada: 27 de noviembre de 1985. Emitida: febrero de 1989.
2. "Detector de Plasma de Radiofrecuencia Selectivo de Elementos Múltiples para Cromatografía de Gases Capilares", F. Yang, P. Farnsworth, R. Skelton, K.E. Markides, y M.L. Lee. Solicitud de Patente de EE. UU. No. 24,095. Solicitada: 12 de marzo de 1987. Emitida: 25 de enero de 1989.
3. "Compuestos y Polímeros de Siloxano Sustituidos con Óxido de Oligoetileno," J.S. Bradshaw, M.L. Lee, K.E. Markides, Solicitada: diciembre, 1987.
4. "Compuestos y Polímeros Quirales de Polisiloxano," J.S. Bradshaw, M.L. Lee, K.E. Markides, Solicitada: enero, 1988. Emitida: junio de 1990.
5. "Polisiloxanos de Arilcarboxamida Cromatográficos," J.S. Bradshaw, M.L. Lee, K.E. Markides, Solicitada: junio, 1988. Emitida: marzo de 1990.
6. "Nuevos Copolímeros Quirales con Espaciadores de Oligosiloxano," J.S. Bradshaw, B.E. Rossiter, B.J. Tarbet, D.F. Johnson, M.L. Lee, K.E. Markides, Número de Archivo 9393 CIP. Solicitada: marzo de 1992.
7. “Nanopartículas Encapsuladas para la Administración de Medicamentos”, G. Jacobson, R.N. Zare, K.E. Markides, R.R. Shinde y C.H. Contag, Número de Archivo 11/748,408, Solicitada: 14 de mayo de 2007.